# Arkadiko Chorio
Arkadiko Chorio (griechisch Αρκαδικό Χωριό (n. sg.)) ist eine Küstensiedlung der Gemeinde Voria Kynouria im Osten Arkadiens in der griechischen Region Peloponnes.
Die Siedlung Arkadiko Chorio liegt an der Küste des Argolischen Golfs auf einer als Nisi (Νησί ‚Insel‘) bezeichneten Landzunge mit einer Höhe von 96 m über dem Meer. Durch die Volkszählung 2001 wurde der Ort offiziell als Wohnplatz mit 32 Einwohnern anerkannt.
Es handelt sich um eine Modellsiedlung, die in den frühen 1980er Jahren in den USA von Griechen mit arkadischer Herkunft ausgearbeitet wurde, um durch die Schaffung von Ferienhäusern Auslandsgriechen wieder mit ihrem Herkunftsort zu verbinden. In der Endphase des Projekts sind  300 bis 350 Häuser, ein Hotel, ein Konferenzzentrum, Sportanlagen und andere Einrichtungen geplant. Durch die griechische Schuldenkrise ist die Fertigstellung zweifelhaft.
Der an die Landzunge südlich angrenzende gleichnamige Strand wurde 2002 als Badegewässer anerkannt. Seit 2010 wird die Wasserqualität regelmäßig nach der EG-Badegewässerrichtlinie überprüft und seit 2014 immer mit ausgezeichnet bewertet.,